# 諸象戯図式
諸象戯図式（しょしょうぎずしき、「諸象戯圖式」とも）は、江戸時代の元禄7年（1694年）に発行された将棋の解説書である。
元禄9年刊行の再版本が国立公文書館内閣文庫に残されている。内閣文庫に残されているものは西沢貞陣著とされる4巻本で、1巻は各種将棋の解説、2巻以降は詰将棋集（伊藤宗看作の中将棋のものと、作者不明の現代将棋のもの）となっている。

## 諸象戯図式で解説されている将棋
以下の将棋を図入りで解説している。初期配置図と駒の動き方が説明されている程度で、細かいルールについては言及されていない部分も多い。
- 小象戯（小将棋・現代の将棋の2種）
- 和象戯（和将棋）
- 中象戯（中将棋）
- 太象戯（大将棋）
- 天竺大将棊（天竺大将棋）※目次では「天竺象戯」となっている
- 太太象戯（大大将棋）
- 摩太太象戯[2]（摩訶大大将棋）※目次では「摩太象戯」となっている。
- 大象戯（泰将棋）

「小象戯」は駒数42枚だったものが、近代に40枚になったとしている。その理由として、近代の小象戯の説明に「天文年間に後奈良天皇が日野晴光と伊勢貞孝に命じて、醉象の駒を除かせた」とある。
諸象戯図式では「太象戯」と「大象戯」という記述で区別され、混乱を招いているため、後に出た「象棋六種之図式」で「大象棋」が「泰象棋」と改められている。